# サーモテープ
サーモテープとは、温度にあわせて表面の色が変化するようにしたテープ状の示温材である。用途に応じて多くの種類のサーモテープが市販されている。なお、「サーモテープ」は、日油技研工業株式会社の登録商標（登録番号第4878740号）。
一定の温度に達すると表面の色が変化する仕組みになっており、特定の温度に達すると色が変化する二段階のものもあれば、温度に応じて数段階で徐々に色が変化するものもある。また、不可逆性のもの（一度変色すると温度が元に戻っても色は変化しないもの）と可逆性のもの（温度が元に戻ると色も元に戻るもの）がある。
裏面を接着できるようにしたものはサーモシール、サーモラベルともいう（「サーモラベル」は、日油技研工業株式会社の登録商標（登録番号第5637415号他））。
以上のように色の変化で温度を識別するもののほか、色付きの数字を液晶によって表示するデジタル式のものもある。これはカード型の液晶温度計などに用いられている。